# Haucourt-Moulaine
Haucourt-Moulaine település Franciaországban, Meurthe-et-Moselle megyében. Lakosainak száma 3483 fő (2022. január 1.). Haucourt-Moulaine Chenières, Herserange, Hussigny-Godbrange, Mexy és Villers-la-Montagne községekkel határos.

## Népesség
A település népességének változása:
| Lakosok száma | 4619 | 3899 | 3328 | 2856 | 3070 | 3076 | 3241 | 3394 | 3416 | 3483 |
|               | 1968 | 1982 | 1990 | 2006 | 2013 | 2015 | 2017 | 2019 | 2020 | 2022 |